# Bromvinyluracil
Bromvinyluracil ein synthetisches Derivat des Uracils mit antiviralen Eigenschaften. Es tritt als Metabolit des antiviralen Medikaments Brivudin auf.

## Herstellung
Bromvinyluracil kann durch Bromierung von 5-Vinyluracil mit Brom in Dimethylformamid hergestellt werden. Eine Alternative ist die Reaktion von 5-Formyluracil mit Malonsäure und Piperidin. Dadurch entsteht ein Acrylsäure-Derivat, das mit N-Bromsuccinimid zu Bromvinyluracil umgesetzt werden kann.

## Reaktionen
Durch Reaktion mit einem geschützten und aktivierten Derivat der Desoxyribose kann aus Bromvinyluracil das Nucleosid Brivudin gewonnen werden.

## Pharmakologische Eigenschaften
Die Verbindung hat starke antivirale Eigenschaften gegen Herpes simplex Typ I. Es ist ein aktiver Metabolit der Wirkstoffe Sorivudin und Brivudin, die gegen Herpes-Viren eingesetzt werden beziehungsweise wurden.
Potentiell tödliche Medikamenten-Wechselwirkungen treten durch die Hemmung der Dihydropyridimin-Dehydrogenase auf. Diese ist ein essentielles Enzym im Abbau des Krebsmedikaments 5-Fluoruracil. Die gleichzeitige Einnahme von 5-Fluoruracil und Bromvinyluracil beziehungsweise der entsprechenden Prodrugs führt daher zu schweren Vergiftungen, die tödlich verlaufen können. In Japan kam es in den 1990er-Jahren während und nach der Zulassen von Sorivudin auf diese Weise zu insgesamt 18 Todesfällen.